# Turner Prize

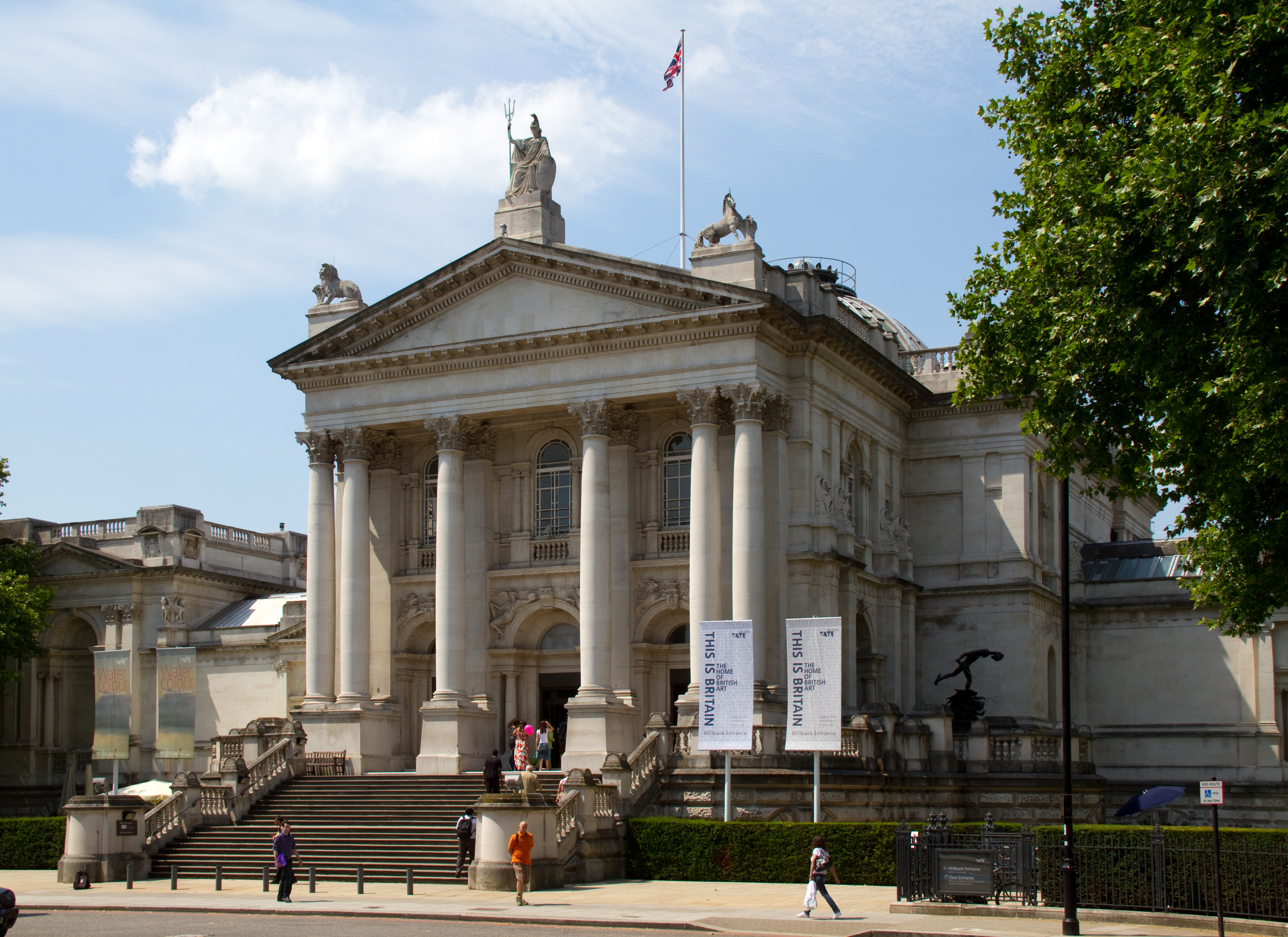
Tate Britain, gewöhnlich Veranstaltungsort der Preisverleihung (Foto: 2011)

Der Turner Prize (deutsch Turner-Preis) ist ein nach dem Maler William Turner (1775–1851) benannter britischer Kunstpreis, der alljährlich an einen britischen Künstler verliehen wird. Qualifizieren können sich Künstler nicht britischer Nationalität, die überwiegend im Vereinigten Königreich arbeiten, sowie Künstler mit britischer Staatsangehörigkeit, die weltweit tätig sind. Der Preis ist mit 40.000 Pfund Sterling (25.000 Pfund für den Gewinner und jeweils 5.000 Pfund für die anderen nominierten Künstler, Stand 2019) dotiert.
Die Preisvergabe wird von der Londoner Tate Gallery organisiert. Die jährlich wechselnde Jury ist international und mit ausgewiesenen Kunstexperten besetzt, die den Preisträger aus einer Shortlist von gegenwärtig vier nominierten Künstlern bzw. auch Künstlerkollektiven auswählt. Das kunstinteressierte Publikum ist berechtigt, jedes Jahr einen Künstler auf der Website der Tate Gallery vorzuschlagen. Die Jury wählt die Nominierten aus ihren eigenen Nominierungen sowie aus denen des Publikums.
Der Preis gilt mittlerweile als der bedeutendste Kunstpreis in Großbritannien. Die Übergabe findet normalerweise in der Tate Britain statt. Abweichend davon wurden 2019 die Rahmenveranstaltungen im Museum Turner Contemporary und die abendliche Preisverleihung im Freizeitpark Dreamland durchgeführt, beide befinden sich in Margate. Erstmals in der Geschichte des Preises teilten sich alle vier nominierten Künstler den Sieg. Die Jury fand deren gemeinsame Bitte preiswürdig, keinen einzelnen Gewinner zu küren, um ein Zeichen zu setzen für den Zusammenhalt von Menschen, gegen das Spalten und Isolieren in einer Zeit der Krise.
Der Turner Prize wurde erstmals 1984 verliehen und von der Gruppe „Patrons of New Art“ unter der Leitung von Alan Bowness begründet. Die Gruppe wollte ein breiteres Interesse an zeitgenössischer Kunst wecken und die Londoner Tate Gallery bei der Beschaffung neuer Werke unterstützen. Der Turner Prize wurde als Äquivalent zum Booker Prize für die bildende Kunst des Vereinigten Königreichs geschaffen. Von 1991 bis 2016 war das Höchstalter der Preisträger auf 50 Jahre begrenzt, um einen Fokus auf die Einführung von Arbeiten aufstrebender Künstler zu richten. Durch die Aufhebung der Altersbeschränkung wird anerkannt, dass Künstler in jedem Alter einen Durchbruch in ihrer Arbeit erleben können.

## Preisträger und Nominierte
| Jahr | Preisträger                                               | Weitere Nominierte |
| ---- | --------------------------------------------------------- | --- |
| 1984 | Malcolm Morley                                            | - Richard Deacon - Gilbert & George - Richard Long                                                                                   |
| 1985 | Howard Hodgkin                                            | - Terry Atkinson - Tony Cragg - Ian Hamilton Finlay - Milena Kalinovska - John Walker                                                |
| 1986 | Gilbert & George                                          | - Art & Language - Victor Burgin - Derek Jarman - Stephen McKenna - Bill Woodrow                                                     |
| 1987 | Richard Deacon                                            | - Patrick Caulfield - Helen Chadwick - Richard Long - Declan McGonagle - Thérèse Oulton                                              |
| 1988 | Tony Cragg                                                | - Lucian Freud - Richard Hamilton - Richard Long - Davis Mach - Boyd Webb - Alison Wilding - Richard Wilson                          |
| 1989 | Richard Long                                              | Keine Shortlist, empfohlen (commended): - Gillian Ayres - Lucian Freud - Giuseppe Penone - Paula Rego - Sean Scully - Richard Wilson |
| 1990 | Preis nicht vergeben                                      | Preis nicht vergeben |
| 1991 | Anish Kapoor                                              | - Ian Davenport - Fiona Rae - Rachel Whiteread                                                                                       |
| 1992 | Grenville Davey                                           | - Damien Hirst - David Tremlett - Alison Wilding                                                                                     |
| 1993 | Rachel Whiteread                                          | - Hannah Collins - Vong Phaophanit - Sean Scully                                                                                     |
| 1994 | Antony Gormley                                            | - Willie Doherty - Peter Doig - Shirazeh Houshiary                                                                                   |
| 1995 | Damien Hirst                                              | - Mona Hatoum - Callum Innes - Mark Wallinger                                                                                        |
| 1996 | Douglas Gordon                                            | - Craigie Horsfield - Gary Hume - Simon Pattersonn                                                                                   |
| 1997 | Gillian Wearing                                           | - Christine Borland - Angela Bulloch - Cornelia Parker                                                                               |
| 1998 | Chris Ofili                                               | - Tacita Dean - Cathy de Monchaux - Sam Taylor-Wood                                                                                  |
| 1999 | Steve McQueen                                             | - Tracey Emin - Steven Pippin - Jane und Louise Wilson                                                                               |
| 2000 | Wolfgang Tillmans                                         | - Glenn Brown - Michael Raedecker - Tomoko Takahashi                                                                                 |
| 2001 | Martin Creed                                              | - Richard Billingham - Isaac Julien - Mike Nelson                                                                                    |
| 2002 | Keith Tyson                                               | - Fiona Banner - Liam Gillick - Catherine Yass                                                                                       |
| 2003 | Grayson Perry                                             | - Jake und Dinos Chapman - Willie Doherty - Anya Gallaccio                                                                           |
| 2004 | Jeremy Deller                                             | - Kutluğ Ataman - Langlands and Bell - Yinka Shonibare                                                                               |
| 2005 | Simon Starling                                            | - Darren Almond - Gillian Carnegie - Jim Lambie                                                                                      |
| 2006 | Tomma Abts                                                | - Phil Collins - Mark Titchner - Rebecca Warren                                                                                      |
| 2007 | Mark Wallinger                                            | - Zarina Bhimji - Nathan Coley - Mike Nelson                                                                                         |
| 2008 | Mark Leckey                                               | - Runa Islam - Goshka Macuga - Cathy Wilkes                                                                                          |
| 2009 | Richard Wright                                            | - Enrico David - Roger Hiorns - Lucy Skaer                                                                                           |
| 2010 | Susan Philipsz                                            | - Dexter Dalwood - Angela de la Cruz - The Otolith Group                                                                             |
| 2011 | Martin Boyce                                              | - Karla Black - Hilary Lloyd - George Shaw                                                                                           |
| 2012 | Elizabeth Price                                           | - Spartacus Chetwynd - Luke Fowler - Paul Noble                                                                                      |
| 2013 | Laure Prouvost                                            | - Tino Sehgal - David Shrigley - Lynette Yiadom-Boakye                                                                               |
| 2014 | Duncan Campbell                                           | - Ciara Phillips - James Richards - Tris Vonna-Michell                                                                               |
| 2015 | Assemble                                                  | - Bonnie Camplin - Janice Kerbel - Nicole Wermers                                                                                    |
| 2016 | Helen Marten                                              | - Michael Dean - Anthea Hamilton - Josephine Pryde                                                                                   |
| 2017 | Lubaina Himid                                             | - Hurvin Anderson - Andrea Büttner - Rosalind Nashashibi                                                                             |
| 2018 | Charlotte Prodger                                         | - Forensic Architecture - Naeem Mohaiemen - Luke Willis Thompson                                                                     |
| 2019 | Lawrence Abu Hamdan Helen Cammock Oscar Murillo Tai Shani | Alle nominierten Künstler wurden ausgezeichnet.                                                                                      |
| 2020 | entfallen                                                 | |
| 2021 | Array-Kollektiv                                           | |
| 2022 | Veronica Ryan                                             | - Heather Phillipson - Ingrid Pollard - Sin Wai Kin                                                                                  |
| 2023 | Jesse Darling                                             | - Ghislaine Leung - Barbara Walker - Rory Pilgrim                                                                                    |
| 2024 | Jasleen Kaur                                              | - Pio Abad - Claudette Johnson - Delaine Le Bas                                                                                      |